# Chili aux Jeux paralympiques d'hiver de 2014
Le Chili participe aux Jeux paralympiques d'hiver de 2014 à Sotchi, en Russie, du 7 au 16 mars 2014. Il s'agit de la quatrième participation de ce pays aux Jeux paralympiques d'hiver.

## Par discipline
Le pays est représenté par deux athlètes participant à l'épreuve de ski alpin.

### Ski alpin
- Jorge Migueles[2]
  - Slalom hommes, debout
  - Slalom géant hommes, debout
  - Super-G hommes, debout
  - Super combiné hommes, debout

- Santiago Vega[3]
  - Slalom hommes, debout
  - Slalom géant hommes, debout